# Salem, Indiana
Salem este o localitate, municipalitate și sediul comitatului Washington, statul Indiana, Statele Unite ale Americii.